# Alahuacapan
Alahuacapan är en ort i Mexiko.   Den ligger i kommunen Cuetzalan del Progreso och delstaten Puebla, i den sydöstra delen av landet, 190 km öster om huvudstaden Mexico City. Alahuacapan ligger 759 meter över havet och antalet invånare är 332.
Terrängen runt Alahuacapan är huvudsakligen kuperad, men åt sydost är den bergig. Runt Alahuacapan är det ganska tätbefolkat, med 179 invånare per kvadratkilometer. Närmaste större samhälle är Ciudad de Cuetzalan, 5,5 km sydväst om Alahuacapan. I omgivningarna runt Alahuacapan växer i huvudsak städsegrön lövskog.